# Wiederhergestellte Kirche Christi

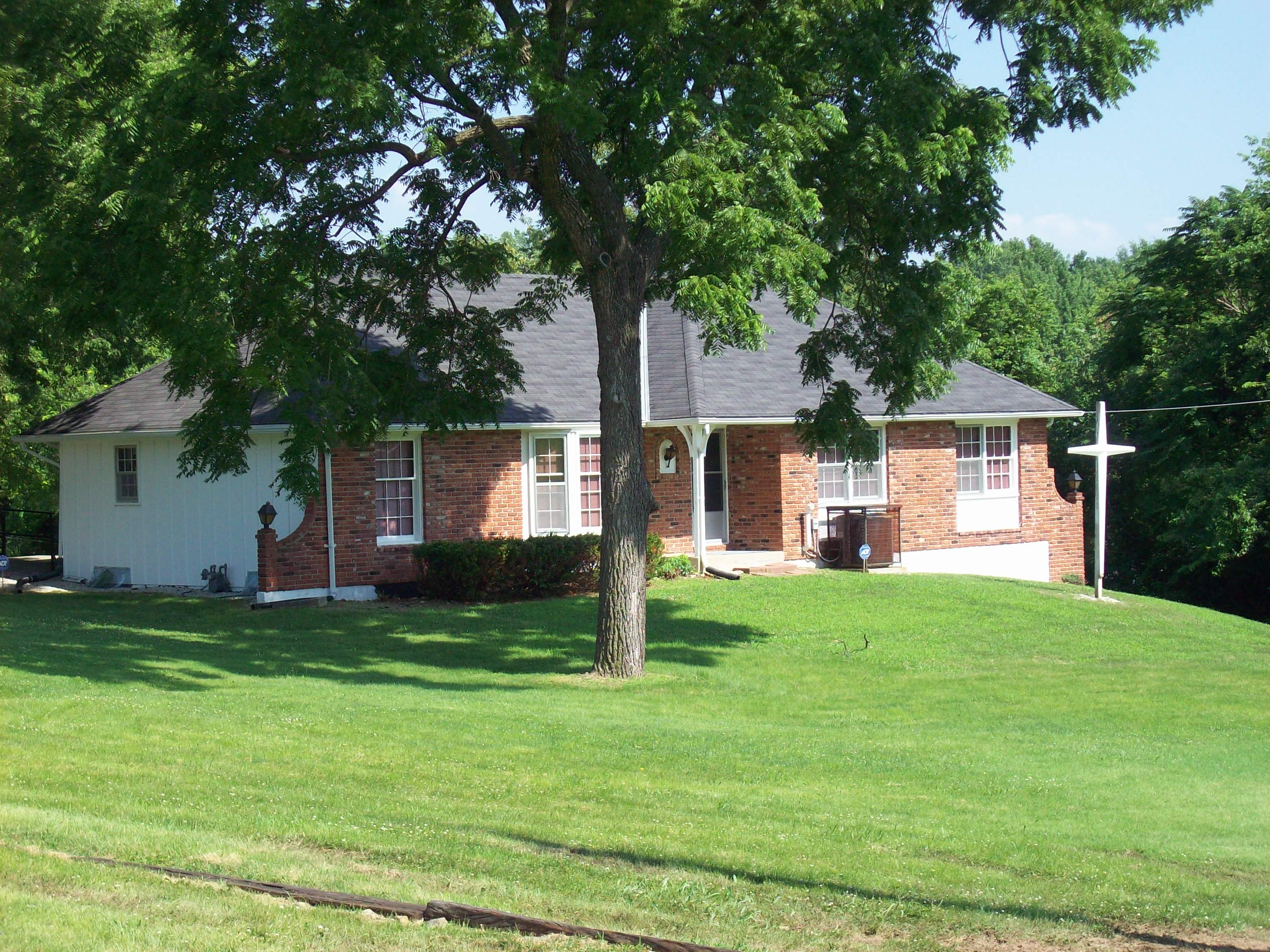
Kirchengebäude in Independence

Die Wiederhergestellte Kirche Christi, Church of Christ (Restored), ist eine mormonische Glaubensgemeinschaft, die sich 1939 in den USA unter der Führung von A.C. deWolf von der Kirche Christi (Fettingiten) abspaltete. Sie hat ihren Hauptsitz in Independence im Bundesstaat Missouri und ist ausschließlich in den USA  vertreten.
Die Wiederhergestellte Kirche Christi zählt heute rund 450 Mitglieder, von denen die meisten in den Staaten Louisiana und Mississippi leben.

## Geschichte
W. A. Draves, ein Ältester der 1929 entstandenen Kirche Christi (Fettingiten), berichtete 1936, ebenso wie der Begründer der Kirche, der 1933 verstorbene Otto Fetting, Offenbarungen von Johannes dem Täufer empfangen zu haben. Die Kirchenmitglieder, die dies nicht glaubten, verließen unter der Führung des Ältesten A. C. deWolf die Kirche und gründeten die Wiederhergestellte Kirche Christi, Church of Christ (Restored). Von ihnen lebten die meisten im Süden der USA, wo deWolf 1936 erfolgreich missioniert hatte. Obwohl die Kirche Christi (Fettingiten) 1943 die von Draves verkündeten Offenbarungen schließlich ablehnte, fanden beide Kirchen nicht wieder zusammen. Zum endgültigen Bruch kam es 1956, als auf Betreiben des Apostels S.T. Bronson in der Kirche Christi (Fettingiten) der Samstag als Sabbath eingeführt wurde.

## Lehre und Organisation
Die Wiederhergestellte Kirche Christi lehrt, dass nur sie die von Otto Fetting begründete wahre Kirche und der Sonntag der Tag des Herrn ist. Dass die Kirche Christi (Fettingiten), von der sie sich 1939 getrennt hat, den Sabbath heiligt, sieht man als Beweis dafür an, dass diese Kirche vom wahren Weg abgekommen ist. Abgesehen von dem Glauben an die 30 Offenbarungen, die Otto Fetting erhielt, ist die Lehre der Wiederhergestellten Kirche Christi identisch mit der Lehre der Kirche Christi (Temple Lot). Polygamie, Totentaufe sowie die "Siegelung von Ehen" und der Glaube an die Entwicklung des Menschen zu einem Gott werden abgelehnt. Die Wiederhergestellte Kirche Christi lehnt auch das Amt des Präsidenten ab, daher wird sie von einem Rat der Zwölf Apostel (Quorum of the Twelve Apostles) geleitet, dessen Mitglieder gleichberechtigt sind. Die Ämter einer Ersten Präsidentschaft oder von Hohepriestern kennt sie ebenfalls nicht. Jährlich finden Kirchenkonferenzen in Independence oder an anderen Orten statt. Die Kirche lehrt, dass auf dem Temple Lot genannten Grundstück in Independence ein Tempel erbaut werden wird, der sich jedoch von den Tempeln der Kirche Jesu Christi der Heiligen der Letzten Tage und von dem der Gemeinschaft Christi unterscheiden wird.

## Schriften
Die Wiederhergestellte Kirche Christi lehnt die Bücher Lehre und Bündnisse sowie die Köstliche Perle ab, ebenso die von Joseph Smith verfasste Inspirierte Bibel. Sie verwendet stattdessen die King James Bibel und die von der Gemeinschaft Christi herausgegebene Version des Buches Mormon. Die 30 von Otto Fetting empfangenen Offenbarungen sind in dem Buch Das Wort des Herrn (The Word of the Lord) zusammengefasst. Monatlich erscheint die Kirchenzeitung The Gospel Herald.